# Ben E. King
Ben E. King (Henderson, 28. rujna 1938. – Hackensack, 30. travnja 2015.) bio je Američki soul pjevač. Svjetsku slavu stekao je otpjevavši pjesmu Stand by Me, koju je skladao. Ta pjesma je čak dva puta bila hit 1961. i 1987. godine. 
Ben E. King je također poznat bio kao glavni solist R&B vokalnog sastava The Drifters.

## Životopis
Rođen je u gradu Hendersonu u Sjevernoj Karolini, kao Benjamin Earl Nelson, s devet godina preselio se u newyorški kvart Harlem. 
1958. godine pridružio se tada popularnom vokalnom doo wop sastavu The Five Crowns, pri kraju te godine desilo se da je  menadžer vokalnog sastava The Drifters  otpustio neke članove te ih je zamijenio članovima The Five Crowns. 1959. godine, tada još Ben Nelson, napisao je svoj prvi hit koju je i izveo s Driftersima, There Goes My Baby. Pod imenom Ben Nelson otpjevao je kao glavni pjevač Driftersa njihove velike hitove;  Save the Last Dance for Me,  Dance With Me, This Magic Moment, I Count the Tears i Lonely Winds. 
1960. godine, King je napustio Drifterse nakon što se nisu uspjeli dogovoriti oko većeg udjela Kinga pri raspodjeli prihoda. Kao solo izvođač promijenio je ime u lakše prepoznatljivo Ben E. King, ostao je vezan uz diskografsku kuću Atlantic Records. Prvi veliki Kingov uspjeh bila je balada  Spanish Harlem  iz 1961. slijedio je još veći Stand by Me. Ovu pjesmu napisao je osobno King uz : Jerry Leibera i Mike Stollera. Stand by Me je proglašena Pjesmom stoljeća od strane Udruženja proizvođača ploča iz Amerike.
Ostale su upamćene i Kingove izvedbe pjesama Don't Play That Song (ovu pjesmu uspješno je otpjevala i Aretha Franklin 1970-ih), Amor, Seven Letters, How Can I Forget, On the Horizon, Young Boy Blues, I (Who Have Nothing), First Taste of Love, Here Comes the Night, Ecstasy, That's When It Hurts, Down Home, River of Tears, Do It in the Name of Love i It's All Over.
Kingov hit iz 1963. godine  I (Who Have Nothing), kasnije su izvodili mogi poznati glazbenici poput; Lennona, Shirley Bassey, Toma Jonesa, Sylvestera Jamesa, U2, Springsteena, Jedi Mind Tricks, do najnovije američke zvijezde Jordin Sparks iz tv showa američki Idol.
Karijera Ben E. Kinga bila je uspješna do polovice 1960-ih, tad su ga iz mode izbacili sastavi britanske invazije. King je nastavio snimati i koncertrirati, iako s manjim odazivom kod publike.
1990. godine, King je s Bo Diddleyem i Doug Lazyem snimio rap inačicu pjesme  The Book of Love.
Tijekom svoje pedesetogodišnje karije King je imao 5 hitova #1: There Goes My Baby, Save The Last Dance For Me, Stand By Me, Supernatural Thing, te 1986. ponovno izdani Stand By Me. 
Poslije je se Ben E. King bavio s dobrotvornim radom u zakladi koju je osobno osnovao Stand By Me Foundation.

## Diskografija

### Albumi
- Spanish Harlem (1961, Atco) SAD: #57 UK: #30
- Ben E. King Sings for Soulful Lovers (1962)
- Don't Play That Song (1962)
- Young Boy Blues (1964)
- Ben E. King's Greatest Hits (1964)
- Seven Letters (1965)
- What Is Soul  (1967)
- Rough Edges (1970, Maxwell)
- The Beginning of It All (1972, Mandala)
- Supernatural (1975, Atlantic) SAD: #39
- I Had a Love (1976)
- Rhapsody (1976)
- Let Me Live in Your Life (1978)
- Music Trance (1980)
- Street Tough (1980)
- Save the Last Dance for Me (1987, EMI-Manhattan)
- Stand By Me: The Ultimate Collection (1987, Atlantic) UK: #14
- What's Important To Me (1991, Ichiban)
- Shades Of Blue (1993, Half Note)
- I Have Songs In My Pocket   (1998, Bobby Susser)
- The Very Best Of Ben E. King (1998, Rhino) UK: #15
- Eleven Best (2001, Cleopatra)
- Person To Person: Live At The Blue Note (2003, Half Note)
- Soul Masters (2005, Digital Music Group)
- I've Been Around (2006, True Life)
- Love Is Gonna Get You (2007, Synergy)

### Singl ploče
- "Brace Yourself (1960, Atco)
- "Show Me the Way" (1960, Atco)
- " A Help Each Other (1960, Atlantic) s Lavern Bakerom
- "How Often" (1960, Atlantic) s Lavern Bakerom
- "Spanish Harlem" (1961, Atco) R&B: #15 SAD: #10
- "First Taste of Love" (1961) SAD: #53 UK: #27 (A-strana i b-strana od  "Spanish Harlem")
- "Stand by Me" (1961) R&B: #1 SAD: #4 UK: #27
- "Amor" (1961) R&B: #10 SAD: #18 UK: #38
- "Young Boy Blues" (1961) SAD: #66
- "Here Comes the Night" (1961) SAD: #81 (b-strana od "Young Boy Blues")
- "Ecstasy" (1962) SAD: #56
- "Don't Play That Song (You Lied)" (1962) R&B: #2 SAD: #11
- "Auf Wiedersehen, My Dear (1962)
- "Too Bad" (1962) SAD: #88
- "I'm Standing By" (1962) SAD:#111
- "Tell Daddy" (1962) SAD:#122 R&B: #29
- "How Can I Forget" (1963) R&B: #23 SAD: #85
- "Amore Quando" (1963)
- "I (Who Have Nothing)" (1963) R&B: #16 SAD: #29
- "I Could Have Danced All Night" (1963) SAD: #72
- "What Now My Love (song)|What Now My Love" SAD:#102(1964)
- "That's When It Hurts" (1964)
- "What Can A Man Do" (1964) SAD:#113
- "It's All Over" (1964) SAD: #72
- "Around The Corner" (1964) SAD:#125
- "Seven Letters" (1965) R&B: #11 SAD: #45
- "The Record (Baby I Love You)" (1965) Pop: #84
- "She's Gone Again" (1965) SAD:#128
- "Cry No More" (1965)
- "Goodnight My Love" (1965) SAD: #91
- "So Much Love" (1966) SAD: #96
- "Get In a Hurry" (1966)
- "I Swear By Stars Above" (1966) R&B: #35 (b-strana of "Get in a Hurry")
- "They Don't Give Medals to Yesterday's Heroes" (1966)
- "What Is Soul?" (1966) R&B: #38 (b-strana od "They Don't Give...")
- "A Man Without a Dream (1967)
- "Tears, Tears, Tears" (1967) R&B: #34 SAD: #93 (b-strana od "A Man Without...")
- "Katherine" (1967)
- "Don't Take Your Sweet Love Away" (1967) R&B: #44
- "We Got a Thing Goin' On" (1968) s Dee Dee Sharp SAD:#127
- "Don't Take Your Love from Me" (1968) SAD:#117
- "Where's the Girl" (1968)
- "It Ain't Fair" (1968)
- "Til' I Can't Take It Anymore" SAD:#134
- "Hey Little One" (1969)
- "I Can't Take It Like a Man" (1970, Maxwell)
- "Take Me to the Pilot" (1972, Mandala)
- "Into the Mystic" (1972)
- "Spread Myself Around" (1973)
- "Supernatural Thing, Part 1" (1975, Atlantic) R&B: #1 SAD: #5
- "Do It in the Name od Love" (1975) R&B: #4 SAD: #60
- "We Got Love" (1975)
- "I Had a Love" (1975) R&B: #23 (b-strana od "We Got Love")
- "I Betcha you Didn't Know" (1976)
- "Get It Up" (1977) s Average White Band
- "A Star in the Ghetto" (1977) R&B: #25 s Average White Band
- "Fool for You Anyway" (1977) s Average White Band
- "I See the Light" (1978)
- "Fly Away to My Wonderland" (1978)
- "Music Trance" (1979) R&B: #29
- "Street Tough" (1981)
- "You Made the Difference in My Life" (1981)
- "Stand By Me [re-issue]" (1986) SAD: #9 UK: #1
- "Spanish Harlem [re-issue]" (1987)
- "Save the Last Dance for Me [re-recorded]" (1987, EMI-Manhattan)
- "What's Important to Me" (1991, Ichiban)
- "You've Got All od Me" (1992)
- "You Still Move Me" (1992)
- "4th of July" (1997, Right Stuff)

## Vanjske poveznice
- O Ben E. Kingu na stranicama VH  Arhivirana inačica izvorne stranice od 26. veljače 2009. (Wayback Machine)
- Ben E. King[neaktivna poveznica]